# Galicijská hymna
Hymna Galicie, jednoho ze španělských autonomních společenství, je píseň Queixumes dos Pinos.
Autorem textu je Eduardo Pondal, hudbu složil Pascual Veiga.

## Slova
Qué din os rumorosos

na costa verdecente

ao raio transparente

do prácido luar?

Qué din as altas copas

de escuro arume arpado

co seu ben compasado

monótono fungar?

Do teu verdor cinguido

e de benignos astros

confín dos verdes castros

e valeroso chan,

non des a esquecemento

da inxuria o rudo encono;

desperta do teu sono

fogar de Breogán.

Os bos e xenerosos

a nosa voz entenden

e con arroubo atenden

o noso ronco son,

mais sóo os iñorantes

e féridos e duros,

imbéciles e escuros

non nos entenden, non.

Os tempos son chegados

dos bardos das edades

que as vosas vaguedades

cumprido fin terán;

pois, donde quer, xigante

a nosa voz pregoa

a redenzón da boa

nazón de Breogán.